# Gjallarhorn (musikgruppe)
Gjallarhorn en svensksproget folke- og verdensmusikgruppe fra Finland, der blev dannet i 1994. Gruppen blander finlands-svenske spillemandstraditioner fra Österbotten, midderlalderlige ballader og finsk rune-sang med udenlandske instrumenter som didgeridoo. Gruppens navn kommer fra Gjallarhornet i den nordiske mytologi. Gruppen kommer fra Jakobstad.

## Medlemmer
Nuværende medlemmer
- Sebastian Åberg, percussion (2006– )
- Adrian Jones, bratsch, mandola, kalimba (2000– )
- Göran Månsson, fløjter, blokfløjte, basblokfløjte (2005– )
- Jenny Wilhelms, vokal, violin og hardangerfele (1994– )
- Martin Kantola, lyd (1996– )

Tidligere medlemmer
- Jakob Frankenhaeuser, didgeridoo (1994–1996)
- David Lillkvist, percussion (1996–2002)
- Tommy Mansikka-Aho, didgeridoo, slideridoo og jødeharpe (1996–2004)
- Christopher Öhman, bratsch, mandola (1994–2000)
- Sara Puljula, percussion (2002–2003)
- Petter Berndalen, percussion (2004–2006)

## Diskografi
- Ranarop, 1997 (original); 2002 (remastered)
- Sjofn, 2000
- Grimborg, 2003
- Rimfaxe, 2006